# Zentrum für Orgelforschung (Graz)
Das Zentrum für Orgelforschung (ZfO) ist eine künstlerische Forschungseinrichtung am Institut für Kirchenmusik und Orgel der Universität für Musik und darstellende Kunst Graz. Das ZfO befindet sich im Palais Schwarzenberg (Graz), die Forschungsleitung liegt bei Gunther Rost.
Ein Schwerpunkt der Arbeit des ZfO liegt, neben der Erforschung historischer Instrumente, auf der Erschließung von Orgeln mit elektronischer und gemischter Klangerzeugung (Hybridorgeln). Generell strebt die Grazer Orgelforschung nach einer Weiterentwicklung der Orgelkunst im Dialog von Komposition, Transkription und Interpretation – Aufnahmetechnik, Ergonomieforschung, Softwareentwicklung, KI und Instrumentenbau einbeziehend.